# Haricots verts

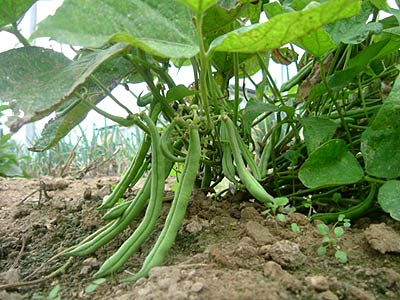
Gröna bönor på friland.

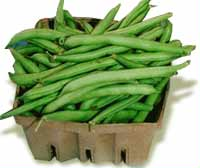
Skördade haricots verts.

Haricots verts (franska för "gröna bönor", varför de ibland kallas gröna bönor eller brytbönor även på svenska) är en grönsak. Växten är låg och skall skördas tidigt.
Haricots verts är brytbönor som skördats tidigt. Baljan skall vara späd och tunn vid skörden. Skillnaden mellan bryt- och vaxbönor är bara färgen. Brytbönor är gröna, och har en rund eller oval balja. De är mjälla och oftast utan trådar. Alla dessa är kulturformer av arten böna (Phaseolus vulgaris) i familjen ärtväxter.
Gröna bönor är rika på kostfiber och kalcium, samt vitamin B, C och K.